# Старо-Калинкин мост
Старо-Кали́нкин мост — автодорожный каменный арочный мост через Фонтанку в Адмиралтейском районе Санкт-Петербурга. Соединяет между собой Коломенский и Безымянный острова. Наряду с мостом Ломоносова это один из 7 типовых каменных трёхпролётных мостов через Фонтанку, построенных в 1780-х годах, сохранившийся до настоящего времени (пропорции изменены). Объект культурного наследия России федерального значения.

## Расположение
Мост находится в устье Фонтанки. С левого берега к мосту подходят: Старо-Петергофский проспект, недалеко от моста на набережную реки Фонтанки выходит улица Циолковского. На правом берегу находятся площадь Репина и Лоцманская улица. По набережной реки Фонтанки на мост приходят транспортные потоки с Садовой улицы.
Выше по течению находится Английский мост, ниже — Галерный мост.
Ближайшая станция метрополитена (1,7 км) — «Нарвская».

## Название
Своё название мост получил по наименованию находившейся вблизи Калинкиной деревни (небольшой финской деревни, известной с XVII века). За время существования моста использовались различные варианты наименований: Калинковский мост (1755), Калинкинский мост (1758—1875), Калинкин мост (1763—1867). С 1820 года, после появления Мало-Калинкина моста через Екатерининский канал, его стали именовать Большим Калинкиным. Современное название в форме Старый Калинкин мост появилось в 1873 году, поскольку мост оказался на одной магистрали с Ново-Калинкиным мостом через Обводный канал. Вариант Старо-Калинкин мост известен с 1907 года.

## История

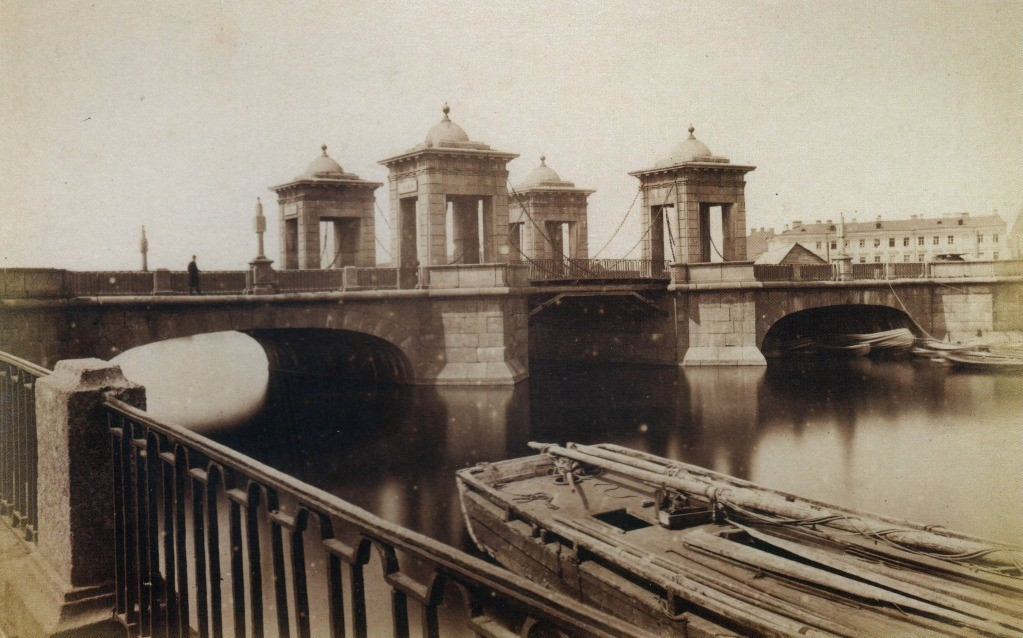
Старо-Калинкин мост.
Фото А. Ф. Лоренса, 1880-е

С 1733 года на этом месте существовал деревянный многопролётный разводной мост, переброшенный через два рукава реки Фонтанки и Глухую речку (Кривушу). Длина моста доходила до 250 м. Он имел подъёмный пролёт с надмостными сооружениями для раскрытия его полотен в виде трёхпролётных порталов с «журавлями».
 
В 1786—1788 годах мост был перестроен по типовому проекту мостов через Фонтанку. Проект адаптировали инженеры П. К. Сухтелен и И. К. Герард.
Мост почти ничем не отличался от других башенных мостов через Фонтанку: река перекрывалась двумя гранитными арками по 13,5 м, очерченными по многоцентровой кривой, разводной пролёт был деревянным и состоял из двух полотен, раскрывающихся несложным цепным механизмом. На быках возвышались четыре гранитных башни, увенчанные карнизом и куполом. Ограждения моста, не отличающиеся от перил набережных Фонтанки, были выполнены из металлических секций между гранитными тумбами.
Современник Старо-Калинкина моста — художник К. Ф. Кнаппе, изобразил облик переправы в своём произведении (полотно сейчас хранится в коллекции Государственного Эрмитажа). По картине удалось выявить дату сооружения Старо-Калинкина моста; кроме этого выяснилось, что тротуары были отделены от проезжей части гранитными барьерами, с четырёх сторон у въездов на мост имелись гранитные обелиски с подвешенными к ним фонарями, а к парапетам открылков сооружения были прижаты гранитные скамьи. Как долго эксплуатировался разводной пролёт неизвестно, но уже на чертежах 1839 года средний пролёт изображён постоянным, подкосной системы.
В 1877 году для прокладки линии конки в среднем пролёте были устроены новые фермы из балок с подкосами. В 1882 году над боковыми каменными арками моста устроены деревянные настилы по прогонам для уменьшения давления на арки и сняты 4 гранитные тумбы со столбами и гранитный парапет.
В конце 1880-х годов возникла необходимость расширения моста с увеличением грузоподъёмности. В 1889 году Городской управой был одобрен проект реконструкции моста, разработанный архитектором М. И. Рылло. Проект предусматривал снос башен, замену среднего деревянного пролёта кирпичным сводом, расширение моста путём выноса тротуаров на металлические консоли и замену всех элементов декора. Такое решение привело к резким протестам архитектурной общественности Петербурга и Комитет по переустройству мостов был вынужден отказаться от своих намерений, поручив архитектору составить новый проект. По второму проекту М. И. Рылло башни моста сохранялись, но все остальные элементы мостового убранства (ограждения тротуаров, обелиски с фонарями, гранитные скамейки) упразднялись.
22 марта 1890 года последовало Высочайшее соизволение на перестройку моста, с сохранением существующих
гранитных башен. 
Новый проект был утверждён Городской управой в июне 1890 года, и по нему в 1892—1893 годах производилась перестройка среднего пролёта. Отдельные этапы работ освещались журналом «Неделя строителя».
В ходе проведения работ по реконструкции устои и быки моста были разобраны до уровня свайного ростверка, а затем вновь восстановлены. Арки боковых пролётов были переложены в историческом виде, а центральный пролёт был перекрыт пологой циркульной аркой, заменившей существующую деревянную ферму. Гранитные башни на быках были восстановлены, при этом новая ширина мостового сооружения составила 15,2 м.

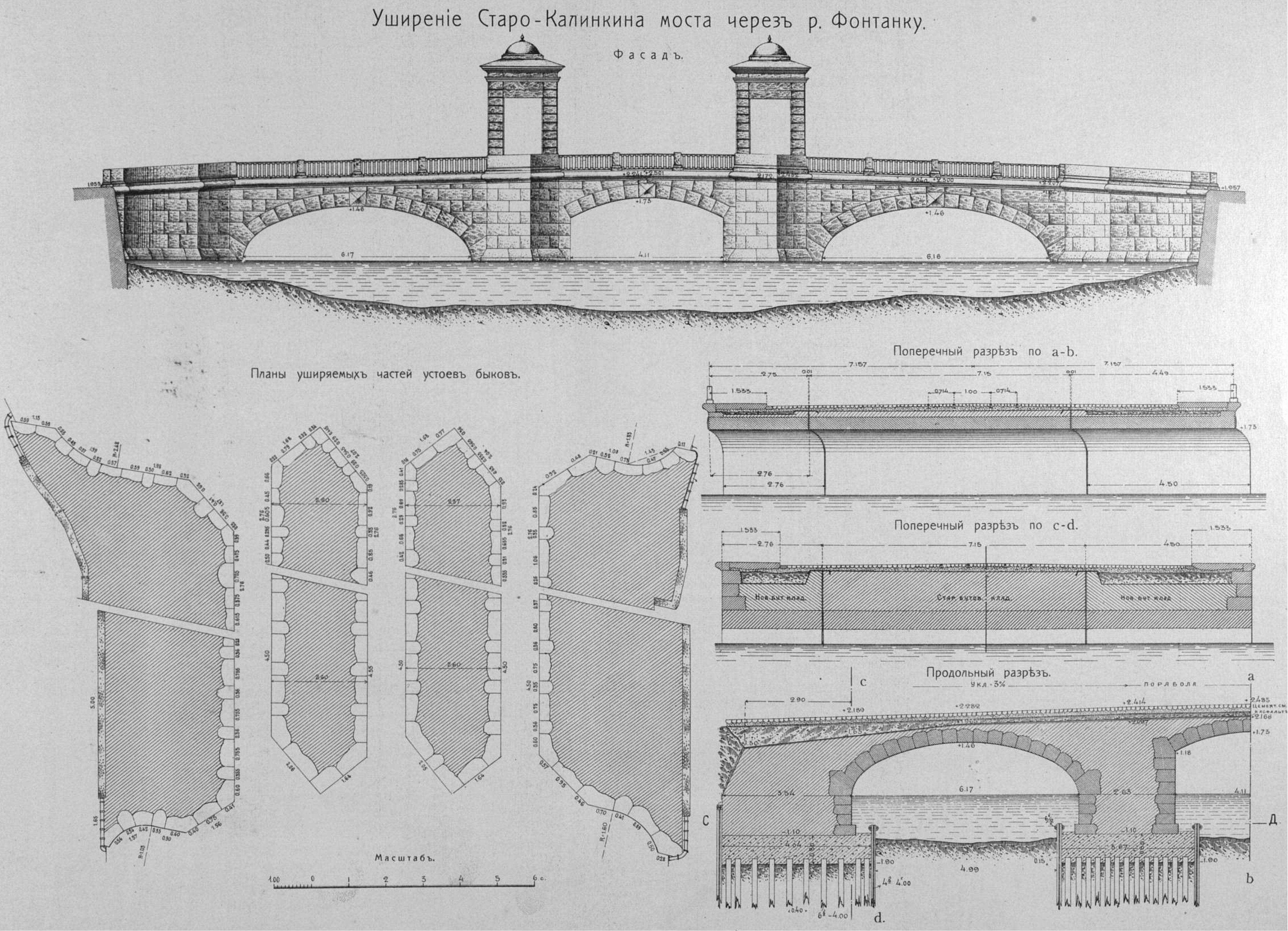
Проект уширения моста. 1907 год

В 1907—1909 годах для прокладки трамвайной линии мост был расширен до 30,75 м путем постройки по сторонам старого моста двух новых мостов, шириной 9,6 м с верховой стороны и 5,9 м с низовой стороны старого моста. Новые пролётные строения повторяли очертания сводов и систему старого моста, т. е. трёхпролётные каменные своды, средний пролёт отверстием 8,77 м и боковые пролёты по 13,16 м. При этом были сохранены гранитные башни и парапеты на опорах. Работы производил подрядчик С. С. Линда.
В 1965 году по инициативе Ленмостотреста был разработан проект реставрации архитектурного оформления моста. Автором проекта воспроизведения утраченных деталей была архитектор И. Н. Бенуа, основой проекта послужила историческая справка, составленная сотрудником Специальных научно-реставрационных мастерских Р. Г. Рабиновичем по собранным Н. В. Поповой архивным материалам. Одним из источников общего вида переправы в XIX веке явилась картина К. Ф. Кнаппе «Вид моста через Фонтанку», написанная в 1799 году.
В результате реставрационных работ восстановлены гранитные барьеры, отделяющие проезжую часть от тротуара; восстановлены гранитные скамьи на парапетах открылков моста, около открылков установлены гранитные круглые обелиски с фонарями. В 1969 году выполнена позолота металлических декоративных деталей моста. В 1989 году по проекту архитектора В. М. Иванова воссозданы фонари и памятные доски на башнях.
С октября 2013 года по апрель 2014 года на мосту производился ремонт дорожного покрытия, трамвайных рельсов и коммуникаций.

## Конструкция
Мост трехпролётный каменный арочный. Боковые пролёты одинаковы по величине и перекрыты коробовыми каменными сводами, средний пролёт перекрыт пологой циркульной аркой. Длина моста по створу между набережными составляет 65,6 м, ширина моста — 30,8 м, в том числе проезжей части — 23,39 м и тротуаров по 3,3 м.
Мост предназначен для движения трамваев, автотранспорта и пешеходов. Проезжая часть моста включает в себя 4 полосы для движения автотранспорта и 2 трамвайных пути. Покрытие проезжей части — асфальтобетон, на тротуарах уложены гранитные плиты. Перильное ограждение моста аналогично перильному ограждению набережной — металлические секции, установленные между гранитными тумбами. На открылках установлен гранитный парапет с гранитными скамьями. При въездах на мост установлены четыре гранитных круглых обелиска с гранёными фонарями. Тротуары отделены от проезжей части высокими гранитными барьерами, заканчивающимися у въездов на мост фигурными торцами, впереди которых установлены гранитные столбики. 
Башенные надстройки выполнены в виде открытых беседок, состоящих из слабо рустованных колонок ромбического сечения, поддерживающих антаблементы дорического ордера и завершённых сферическими куполами с шаровидными золочёными урнами. На гранитных башнях установлены мемориальные доски, обозначающие даты начала и окончания строительства моста: «Н. 1786. ГОДА.» (на левом берегу) и «О. 1788. ГОДА.» (на правом берегу).